# خانه حبیب محسنی ۱
خانه حبیب محسنی ۱ در شهرستان فومن، شهرک تاریخی ماسوله واقع شده و این اثر در تاریخ ۲۵ اسفند ۱۳۸۰ با شمارهٔ ثبت ۵۲۵۰ به‌عنوان یکی از آثار ملی ایران به ثبت رسیده است.